# Jonas et François
Jonas et François est un duo français de réalisateurs de clips et de publicités composé de Jonas Euvremer et François Rousselet, nés en 1982.

## Vidéographie
| - 2006 : Kavinsky - Testarossa Autodrive - 2007 : Justice - D.A.N.C.E. - 2007 : Kanye West feat. T-Pain - The Good Life - 2007 : Madonna feat. Justin Timberlake & Timbaland - 4 Minutes - 2008 : Flairs - Better than Prince - 2008 : The Presets - Talk Like That - 2009 : Sébastien Tellier - Kilometer - 2009 : Depeche Mode - Peace - 2009 : Mr Hudson feat. Kanye West - Supernova - 2009 : Muse - Undisclosed Desires - 2010 : Audio Bullys - Only Man - 2010 : White Lies - Bigger Than Us - 2013 : Iggy Azalea - Work - 2013 : Iggy Azalea feat. T.I. - Change Your Life - 2014 : Jack White - Lazaretto François Rousselet seul - 2015 : Snoop Dogg: So Many Pros - 2016 : The Rolling Stones - Ride 'Em On Down - 2017 : Liam Gallagher - Wall of Glass - 2018 : Paco Rabanne - Invictus & Olympea |

## Music Video Awards / Nominations
- 2007 : D.A.N.C.E., Justice
  - MTV Europe Music Awards 2007 | Video Star
  - MTV Video Music Awards Japan 2008 | (Nomination) Best Dance Video
- 2007 : The Good Life, Kanye West feat. T-Pain
  - MTV Video Music Awards 2009 | Best Special Effects
  - BET Hip Hop Awards 2008 | Video Of The Year
- 2007 : 4 Minutes, Madonna feat. Justin Timberlake & Timbaland
  - MTV Europe Music Awards 2009 | (Nomination) Video Star
- 2010 : Only Man, Audio Bullys
  - UK Music Video Awards 2010 | Best Visual Effects
  - D&AD 2011 | Silver Pencil Animation & Special Effects
- 2013 : Work, Iggy Azalea
  - MTV Video Music Awards 2013 | (Nomination) Artist To Watch
  - UK Video Music Awards 2013 | (Nomination) Best Urban Video
  - UK Video Music Awards 2013 | (Nomination) Best Styling In A Video
  - World Music Awards 2014 | (Nomination) World's Best Video
- 2013 : Change Your Life, Iggy Azalea
  - World Music Awards 2014 | (Nomination) World's Best Video
  - UK Video Music Awards 2014 | (Nomination) Best Urban Video
- 2015 : Lazaretto, Jack White
  - UK Video Music Awards 2014 | (Nomination) Best Rock Video